# Esnórquel

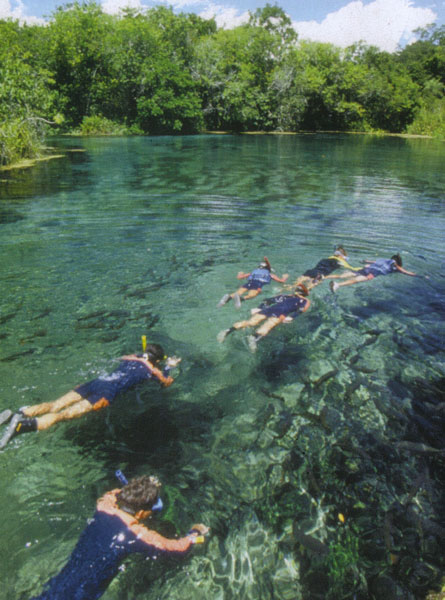
Esnórquel em rio no Brasil.

O esnórquel (português brasileiro) ou snorkel (português europeu) (do alemão, schnorchel através do inglês, snorkel) é uma prática esportiva de mergulho em águas rasas com o objetivo de recreação, relaxamento e lazer. O mergulhador usa apenas uma máscara, nadadeiras e um tubo de aproximadamente 40 centímetros para respirar sob a água. Esse tubo também é chamado de esnórquel que identifica a prática deste tipo de mergulho bastante conhecido em regiões costeiras, onde a transparência do mar, a rica flora e fauna podem ser apreciadas e contempladas.

## Diferenças entre esnórquel e mergulho autônomo
No esnórquel a pessoa move-se na superfície da água, com a cabeça e o nariz debaixo da água, usando uma máscara de mergulho, esnórquel e barbatanas de mergulho. Mergulho com cilindro ou mergulho autônomo é nadar com todo o corpo debaixo d'água. O mergulhador autônomo respira através de um tanque com ar comprimido, que lhes permite respirar debaixo de água por longos períodos. Os mergulhadores autônomo além destes equipamentos na maioria das vezes usam também uma roupa de mergulho apertado. O mergulho autônomo requer um curso de como utilizar o equipamento. O esnórquel não requer qualquer treinamento. As pessoas que não conseguem nadar ainda podem fazer esnórquel se usam um colete salva-vidas para mantê-los flutuando na água.